# Arthur Vanderpoorten
Arthur Pieter Frans Vanderpoorten (Puurs, 17 februari 1884 - Bergen-Belsen, 3 april 1945) was een Belgisch liberaal politicus.

## Levensloop
Vanderpoorten volgde middelbare studies in Mechelen. Hij werd handelsdirecteur in Lier en beheerder-directeur van een vennootschap in Brussel.
In 1923 werd hij lid van het hoofdbestuur van het Willemsfonds en het Liberaal Vlaams Verbond, waarvan hij van 1923 tot 1926 de voorzitter was. Hij zette zich in voor de culturele ontvoogding van Vlaanderen in beide instanties. Ook was hij vanaf 1934 lid van de raad van bestuur van het Vlaams Economisch Verbond en werkte hij mee aan het tijdschrift De Nieuwe Gids.
Van 1936 tot 1945 zetelde hij voor de Liberale Partij in de Senaat: van 1936 tot 1939 als provinciaal senator voor Antwerpen en van 1939 tot 1945 als rechtstreeks gekozen senator voor het kiesarrondissement Mechelen-Turnhout. Hij hield zich vooral bezig met onderwijs, volksgezondheid en de toepassing van de taalwetten. Ook werd hij lid van het Studiecentrum tot Hervorming van de Staat. Vanderpoorten verdedigde culturele autonomie, maar verzette zich tegen elke vorm van politieke scheiding van Walen en Vlamingen.
Hij was van april 1939 tot januari 1940 minister van Openbare Werken en Opslorping van de Werkloosheid en van januari tot mei 1940 minister van Binnenlandse Zaken. Bij de inval van de Duitse troepen in 1940 volgde Vanderpoorten de regering naar Frankrijk, maar ging niet mee naar Londen. Doordat de Duitse troepen in november 1942 het tot dan toe onbezette Vichy-Frankrijk introkken, werd de bewegingsvrijheid van Vanderpoorten, die in Grenoble verbleef, sterk beperkt.
Hij werd aangehouden in januari 1943 op verdenking van hulpverlening aan een ontsnappingslijn voor wie de bezette landen wilde ontvluchten richting Engeland. Hij werd naar Duitsland gedeporteerd en stierf minder dan twee weken voor de Britse troepen het kamp Bergen-Belsen bevrijdden aan tyfus. In 1951 werd hij herbegraven te Lier.
Vanderpoorten was de vader van minister Herman Vanderpoorten en de grootvader van de ministers Patrick Dewael en Marleen Vanderpoorten.